# Adrian Krainer (Snowboarder)
Adrian Krainer (* 22. November 1992 in Villach) ist ein österreichischer Snowboarder. Er war ein Teilnehmer der Olympischen Winterspiele 2014 in Sotschi.

## Werdegang
Krainer startete in der Saison 2008/09 im Europacup. Von 2009 bis 2014 nahm er an Wettbewerben der FIS und der World Snowboard Tour teil. Sein Weltcupdebüt hatte er im November 2009 in Stockholm, welches er auf den 26. Rang im Big Air beendete. 2010 wurde er österreichischer Meister in der Disziplin Big Air. Im Januar 2011 kam er im Weltcup in Denver auf den siebten Rang im Big Air und damit erstmals unter den ersten zehn im Weltcup. Bei den Snowboard-Weltmeisterschaften 2011 in La Molina belegte er den 17. Rang im Slopestyle. Seine beste Platzierung im Weltcup erreichte er im März 2011 in Bardonecchia mit dem vierten Platz im Slopestyle. Im folgenden Jahr errang er bei den Snowboard-Weltmeisterschaften 2012 in Oslo den 25. Rang im Slopestyle. Bei den Snowboard-Weltmeisterschaften 2013 in Stoneham wurde er Achter im Slopestyle. Bei seiner ersten Olympiateilnahme 2014 in Sotschi verletzte er sich im dritten Lauf und beendete den Slopestyle-Wettbewerb auf den 29. Platz. Nach der Saison 2013/14 beendete er seine Karriere.